# Luleå-Boden Flygklubb
Luleå-Boden Flygklubb förkortad LBFK, är en flygklubb med 90-talet medlemmar. 
Flygklubben grundades i Luleå på 1940-talet (vid Norrbottens flygflottilj i Luleå) och hette då Luleå Flygklubb. 1960 antogs namnet Luleå-Boden Flygklubb. Klubben har sitt klubbhus och två hangarer vid platta 10 på Luleå Airport och bedriver flygskoleverksamhet med flera utbildningar och behörigheter.
Luleå-Boden Flygklubb utför olika uppdrag genom FFK, Frivilliga Flygkåren och KSAK, Kungliga Svenska Aeroklubben.
Luleå-Boden Flygklubb är engagerad i olika uppdragsverksamheter av samhällsnyttig karaktär:
- Hemvärnsflyggrupper, medverkar i Gränsjägarbataljonen och Norrbottensgruppen
- Flyginsatsgrupper, FIG, SAR för eftersök genom FFK, Frivilliga Flygkåren
- Havsövervakning, övervakning av fartygstrafik, utsläpp, älgbevakning, fiskebevakning
- Brandflygbevakning, bevakning och rapportering av skogsbränder

## Flygplan
Luleå-Boden Flygklubb äger fyra flygplan med tillgång till fyra flygplan:
- Cessna 172S, 180hp, SE-LUZ
- Cessna 172S, 180hp, SE-MDE
- Ikarus C42B, 100hp, SE-VMV, Ultralätt
- Cessna 172RG, SE-LKO (Privatägt)